# Pierre Savorgnan de Brazza

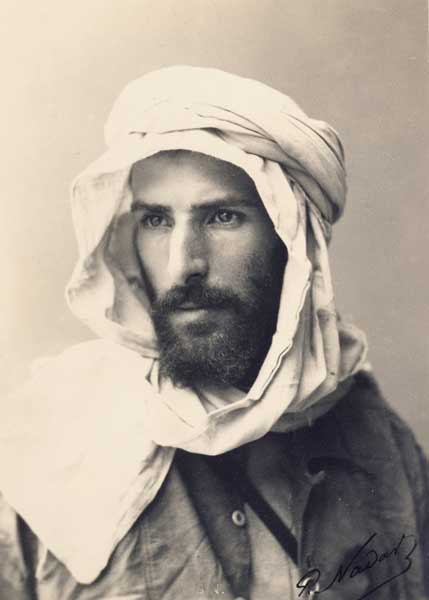
Pierre Savorgnan de Brazza

Graf Pierre Savorgnan de Brazza (* 26. Januar 1852 in Rom als Pietro Paolo Savorgnan di Brazzà; † 14. September 1905 in Dakar, Senegal) war ein französischer-italienischer Marineoffizier und Afrikareisender. Nach ihm ist Brazzaville benannt, die Hauptstadt der Republik Kongo.

## Leben
Brazza entstammte einem alten Adelsgeschlecht Italiens; der Afrikaforscher Giacomo di Brazzà war sein Bruder. Brazza wurde am Jesuitenkolleg in Paris erzogen und bekam dort mit 16 Jahren die französische Staatsbürgerschaft verliehen. Nach erfolgreichem Abschluss seiner Schulzeit besuchte Brazza die Militärakademie in Brest. 1870 trat er in die französische Marine ein und bereits zwei Jahre später berief man ihn als Ordonnanzoffizier in den Stab von Admiral Du Quilio. Diesen Posten hatte Brazza bis 1874 inne, während dieser Zeit diente er an der Küste von Amerika sowie in den französischen Kolonien am Senegal und Gabun.
Berühmt wurde Brazza durch seine erste Expedition nach Guinea. Zwischen 1876 und 1878 erforschte Brazza – teilweise zusammen mit dem Arzt Noel Ballay – das Gebiet um den Oberlauf des Ogooué. Nach vielen Schwierigkeiten gelang es Brazza Ende 1877, so weit vorzudringen, wie der Ogooué schiffbar war. Bis zum Beginn der Regenzeit wandten sich Brazza und Ballay ost- und nordwärts durch das Quellgebiet der Ströme Alima und Likona, welche bereits dem Kongo zufließen, bis Okanga (12° 45' östl. Länge).
Auf Betreiben der französischen Regierung unter Patrice de Mac-Mahon erhielt Brazza, bald nach seiner Rückkehr nach Frankreich, großzügige finanzielle Unterstützung (100.000 Francs) für eine weitere Forschungsreise. Er sollte Handelsstationen errichten, um die politischen Ansprüche Frankreichs zu manifestieren und den Fluss Kongo als Handelsroute zu erschließen.

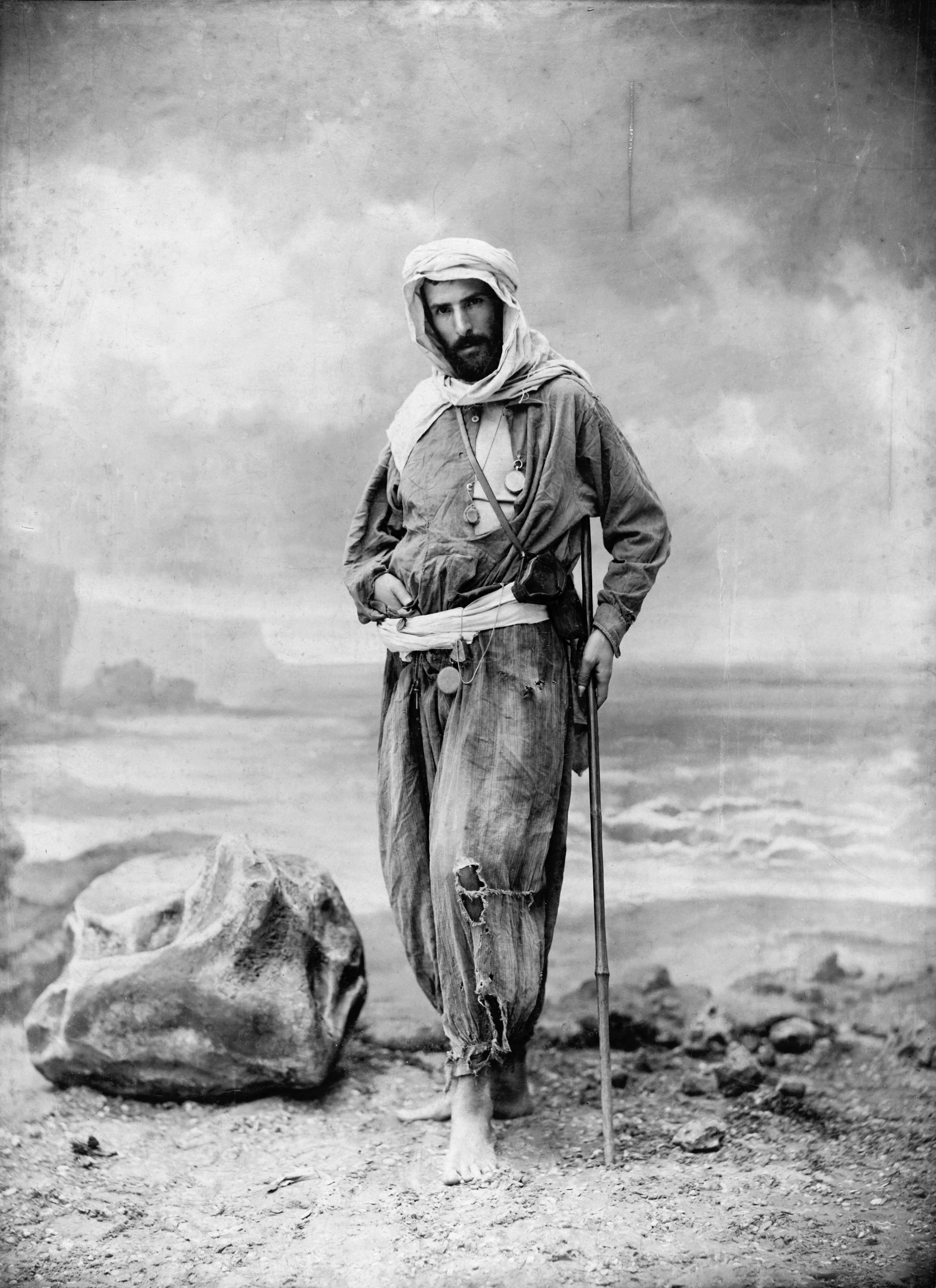
Pierre Savorgnan de Brazza

Ende Dezember 1879 schiffte sich Brazza von neuem ein, drang erneut zum Oberlauf des Ogooué vor, errichtete bei Maschogo, am Einfluss des Mpassa in den Ogowe (2° südl. Breite), die erste Station (Franceville) und erreichte von da am 7. September 1880 den Stanley Pool (Kongo). Er schloss mit dem König (Makoko) der Batéké einen Vertrag ab und erhielt dafür ein Gebiet am nördlichen Ufer des Stanley Pool zur Anlage einer zweiten, nach ihm benannten Station Brazzaville, die er zum Ausgangspunkt der französischen Dampfer auf dem Kongo bestimmte. Er ging danach den Kongo hinunter und im Dezember 1880 wieder zum Gabun, von wo er nach wenigen Wochen von neuem zur Alima aufbrach, um dort eine dritte Station (Poste de l'Alima) zu gründen.
Auf dem kürzesten Weg begab er sich dann im Oktober 1881, ein noch unbekanntes Gebiet zwischen Ogowe und dem unteren Kongo durchschneidend, zur Küste und kehrte im Frühjahr 1882 nach Frankreich zurück, wo ihn die Regierung unter Jules Grévy mit einem Staatsempfang ehrte. Im März 1883 brach Brazza, dem die Regierung jetzt eine Unterstützung von 1.275.000 Francs bewilligte, erneut nach Westafrika auf und begab sich nach Pontanegra, südlich der Kuilumündung, um diese durch Errichtung neuer Stationen mit den schon vorhandenen zu verbinden.
Kurz vor seinem Tod wurde Brazza wieder nach Französisch-Kongo geschickt, um zu klären, ob Anschuldigungen von Gräueltaten an Afrikanern, begangen durch französische Soldaten und Firmen zur forcierten (‚effektiven‘) Gewinnung von Kautschuk, der Wahrheit entsprechen (ähnlich Roger Casements Untersuchung in Belgisch-Kongo zwei Jahre zuvor). Er erhielt deutliche Hinweise auf brutalste Praktiken und schrieb dies nieder. Dieser Bericht wurde aber auf Wunsch der französischen Regierung geheim gehalten. 2014 wurde er mit einem Vorwort von Catherine Coquery-Vidrovitch als Taschenbuch veröffentlicht.
Auf seinem Rückweg erkrankte Brazza an heftigem Fieber und verstarb im Alter von 53 Jahren am 14. September 1905 in Dakar (Senegal). Sein Leichnam wurde nach Paris überführt und mit einem Staatsbegräbnis auf dem Friedhof Père-Lachaise geehrt.
Brazza wird als seltene oder einzigartige Gestalt unter den frühen Kolonialisten in Afrika beschrieben, der seine Erwerbungen ohne Gewaltanwendung zusammentrug.
Im Jahre 2006 wurde durch die kongolesische Regierung für Brazza ein Mausoleum in der nach ihm benannten Stadt Brazzaville erbaut. Seine Asche, die 1908 nach Algier überführt worden war, wurde im Oktober 2006 dorthin überführt.